# Ortica (araldica)
In araldica l'ortica, di cui si rappresenta abitualmente la sola foglia, simboleggia afflizione e curiosità punita.

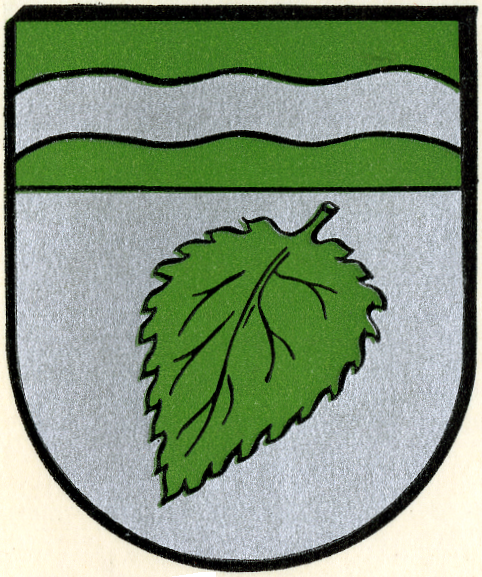
Foglia di ortica al naturale, posta in sbarra (Nettelstedt, Lübbecke, Germania)
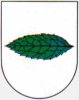
Nettelrede, Bad Münder am Deister, Germania

La foglia d'ortica stilizzata (blasonata aperta o distesa) d'argento e di rosso, era in origine lo stemma degli Schauenburg e della contea di Holstein in Germania. Il suo utilizzo è particolarmente diffuso nell'araldica civica del Schleswig-Holstein e del Circondario della Schaumburg.

Di rosso, alla foglia d'ortica d'argento (Ducato di Holstein)
Blasone del casato dei Schauenburg
Schleswig-Holstein
Circondario della Schaumburg
Hessisch Oldendorf, Germania
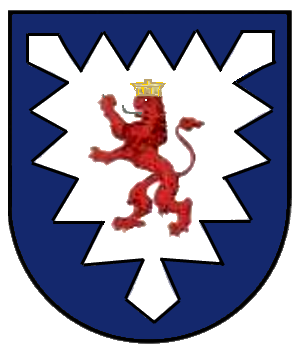
D'azzurro, alla foglia d'ortica d'argento (Lüdersfeld, Germania)
Circondario di Pinneberg, Germania
Wedel, Germania